# Шеховцов Анатолій Федорович
Анатолій Федорович Шеховцов (* 25 листопада 1930, Харків — † 14 серпня 2012, Харків) — радянський та український вчений та організатор науки, завідувач кафедри двигунів внутрішнього згоряння Харківського політехнічного інституту (1970–2001). Доктор технічних наук, професор, Заслужений діяч науки і техніки України.

## Життєпис
Народився у Харкові у робочій сім'ї, виховувався без батька. Мати — Анна Іллінічна Шеховцова (1904–1982), швачка швейної фабрики ім. Тінякова, була членом ВУЦВК. Під час окупації Харкова залишався з матір'ю на окупованій території, після визволення мати була виключена з партії та керівних органів як така, що не змогла евакуюватись.
У 1949 році закінчив з золотою медаллю 4-ту залізничну середню школу та вступив до Харківського механіко-машинобудівного інституту (цікавився міжнародною політикою та розглядав можливість вступу до Московського інституту міжнародних відносин, але внаслідок перебування в окупації вступ до цього вишу був для нього забороненим). Після об'єднання механіко-машинобудівного інституту з Харківським політехнічним інститутом закінчив цей виш з відзнакою у 1954 році та залишився там працювати. Займав посади керівників комсомольської та партійної організації ХПІ, був організатором участі студентів та співробітників вишу у освоєнні цілини, командиром інститутського студентського загону, нагороджений медаллю «За освоєння цілинних земель».
З 1970 по 2001 рік був завідувачем кафедри двигунів внутрішнього згоряння Харківського політехнічного інституту. За цей час перетворив кафедру у провідний заклад з навчання спеціалістів відповідного профілю, підготовив до захисту 18 кандидатів та 6 докторів технічних наук. У 2001 році перейшов на посаду професора тієї ж кафедри. Загальний трудовий стаж в ХПІ — понад 50 років.
У 1963 році захистив кандидатську дисертацію, а у 1979 — докторську. Тема докторської дисертації — «Дослідження нестаціонарних теплових режимів поршнів перспективних тракторних дизелей». Наукові напрямки роботи: проблеми теорії, конструювання, технології та експлуатації двигунів внутрішнього згоряння, дослідження довготермінової міцності деталей камер згоряння ДВЗ та оптимізація процесів теплообміну, комп'ютерні системи управління в ДВЗ, робота ДВЗ в різноманітних климатичних умовах тощо. 

## Нагороди та досягнення
Заслужений діяч науки і техніки України (1985), академік Академії наук вищої школи України по відділенню механики та машинобудування (1993). Відмінник освіти України (2000). Нагороджений медалями "За освоєння цілинних земель" (1958), "За трудову доблесть" (1976). 
У 1970-90 роки - головний редактор республиканського науково-технічного збірника "Двигуни внутрішнього згоряння". Автор понад 300 наукових праць, ініціатор створення, редактор та основний співавтор шеститомного підручника «Двигуни внутрішнього згоряння» (2005), який є базовим у системі підготовки спеціалістів відповідного профілю у вишах України. У 2008 році колектив авторів підручника був відзначений Державною премією України в галузі науки і техніки. за цей цикл підручників.
За фундаментальні розробки по створенню перспективных дизелей отримав Нагороду Ярослава Мудрого АН вищої школи України.

## Особисте життя
Дружина — Валентина Анатоліївна (1932–2002), науковець, старший науковий співробітник Харківського політехнічного інституту. Донька, син, два онуки.